# Oscar exagère
Oscar exagère est un film muet français réalisé par Louis Feuillade et sorti en 1913.

## Fiche technique
- Titre : Oscar exagère
- Réalisation : Louis Feuillade
- Société de production : Société des Etablissements L. Gaumont
- Format : film muet - Noir et blanc  - 1,33:1 - 35 mm
- Genre : Comédie
- Années de sortie : France : 1913

## Distribution
- Léon Lorin : Oscar
- Marie Dorly